# جايسون ألين
جايسون ألين (بالإنجليزية: Jason Allen)‏ هو لاعب كرة قدم أمريكية أمريكي، ولد في 5 يوليو 1983 في مسل شولس في الولايات المتحدة.

## وصلات خارجية
- جايسون ألين على موقع مرجع كرة القدم المحترفة.كوم (الإنجليزية)